# Papuligobius
Papuligobius  é um género de peixe da família Gobiidae e da ordem Perciformes.

## Espécies
- Papuligobius ocellatus (Fowler, 1937)[3]
- Papuligobius uniporus (Chen & Kottelat, 2003)[1][4][5][6][7][8][9][10]